# Хлеб и солдаты
Хлеб и солдаты (яп. 麦と兵隊 Муги то хэйтай) — песня времён второй японо-китайской войны (1937—1945). В ней рассказывается о солдате японской армии, который вместе со своей частью марширует через равнины Китая к городу Сюйчжоу, который планируется захватить. В названии упоминается слово «муги», обозначающее любой хлебный злак: пшеница, ячмень, рожь, овёс и т. п. В контексте песни — характерные для Китая и непривычные для японцев обширные поля злаковых культур.
Песня основана на одноимённой военной повести писателя Асихэя Хино, сопровождавшего японские войска на фронте. Повесть Хино публиковалась по главам в журнале «Кайдзо» (яп. 改造) и описывала личные впечатления автора от изнурительных маршей и боёв за Сюйчжоу, охватывая период с 4 по 22 мая 1938 года. Осознав популярность повести, армейский информационный корпус заказал поэту-песеннику Масато Фудзите написать на её основе песню о войне в Китае. Фудзита подчинился и написал слова для песни из пяти куплетов. Армейское начальство осталось очень недовольно первой строчкой, которая в начальной редакции читалась как «о, я жив, я жив, я жив, мама…» (яп. ああ生きていた生きていた生きていましたお母さん аа, икитэ ита, икитэ ита, икитэ имасита, окаа-сан). Такие мысли, по мнению начальства, были недостойны японского солдата, которому надлежало помышлять исключительно о смерти за императора, поэтому первая строчка была изменена. Музыку для «Муги то хэйтай» написал композитор Носё Омура. Певец Таро Сёдзи записал песню на лейбле Polydor Records, и в декабре 1938 года пластинки с ней поступили в продажу.
Песня, по мнению некоторых армейских чинов, оказалась недостаточно воинственной и пропагандистской даже несмотря на правку слов. В ней не высказывалась ни надежда на победу, ни стремление захватить город, ни даже одобрительные слова в адрес солдат, совершающих изматывающий ночной переход по грязи и под дождём. Делались попытки отделить такие «немужественные» песни от официальной песенной пропаганды, которая только и имела право называться словом «гунка», путём именования их «песни воюющей страны» (яп. 軍国歌謡 гункоку каё:), «песни военного времени» (戦яп. 時歌謡 сэндзи каё:) или «песни нации» (яп. 国民歌謡 кокумин каё:). Однако в народной памяти японцев эти бюрократические различия не сохранились: по японской традиции и одобренные, и неодобренные правительством песни относятся к жанру «гунка».

## Текст
| Оригинальный текст | Нормализация | Построчный перевод |
| --- | --- | --- |
| 「徐州徐州と人馬は進む 徐州居よいか住みよいか」 洒落た文句に振り返りゃ お国訛のおけさ節 髯が微笑む麦畑 友を背にして道なき道を 往けば戦野は夜の雨 「すまぬすまぬ」を背中に聞けば 「馬鹿を言うな」とまた進む 兵の歩みの頼もしさ 腕をたたいて遥かな空を 仰ぐ瞳に雲が飛ぶ 遠く祖国を離れ来て しみじみ知った祖国愛 友よ来て見よあの雲を 眼ひらけば砲煙万里 鉄の火焔の狂う中 夕陽ゆらゆら身に浴びて 独り平和の色染める 麦の静けさ逞しさ 往けど進めど麦また麦の 波の深さよ夜の寒さ 声を殺して黙々と 影を落として粛々と 兵は徐州へ前線へ | «Дзёсю: Дзёсю: то дзимба ва сусуму, Дзёсю: иёи ка, сумиёи ка» Сярэта монку ни фурикаэря О-кунинамари но окэсабуси Хигэ га хохоэму мугибатакэ Томо о сэ ни ситэ мити наки мити о Юкэба сэнъя ва ёру но амэ «Суману, суману» о сэнака ни кикэба «Бака о иу на» то мата сусуму Хэй но аюми но таномосиса Удэ о татаитэ харука на сора о Аогу хитоми ни кумо га тобу То: ку сококу о ханарэкитэ Симидзими ситта сококуаи Томо ё, китэ миё ано кумо о Манако хиракэба хо: эн банри Тэцу но хоно: но куруу нака Ю:хи юраюра ми ни абитэ Хитори хэйва но иро сомэру Муги но сидзукэса, такумасиса Юкэдо сусумэдо муги мата муги но Нами но фукаса ё, ё но самуса Коэ о короситэ мокумоку то Кагэ о отоситэ сюкусюку то Хэй ва Дзёсю: э, дзэнсэн э | «На Сюйчжоу, на Сюйчжоу идут люди и лошади, Хорошо ль житьё в Сюйчжоу?» Оборачиваешься на переделанную фразу Из народной песни, исполняемой провинциальным говором, И улыбаешься в усы, а кругом хлебные поля. Неся на спине товарища, идёшь По бездорожью, и на поле битвы льётся ночной дождь. «Извини, извини», — доносится из-за спины. «Не мели чушь», — отвечаешь ты и идёшь дальше. Поступь солдата надёжна. Хлопая руками, поднимаешь глаза На далёкое небо и видишь, что в нём плывёт облако. Уехав далеко от родины, Испытываешь к ней проникновенную любовь. Эй, дружище, поди посмотри на это облако. Разинутыми глазами смотришь на бескрайние пространства, объятые пороховым дымом, Где бушует огонь и железо. А дрожащее солнце заливает Тебя одного мирным светом, И среди хлебных полей царит непоколебимый покой. Сколько ни иди вперёд, всё будут поля да поля С бегущими по ним волнами злаков, и ночной холод. Над этими полями умирает голос И тени опускаются на них в торжественной тишине, А солдаты идут на Сюйчжоу, на фронт. |